# الفترة الكلاسيكية (موسيقى)

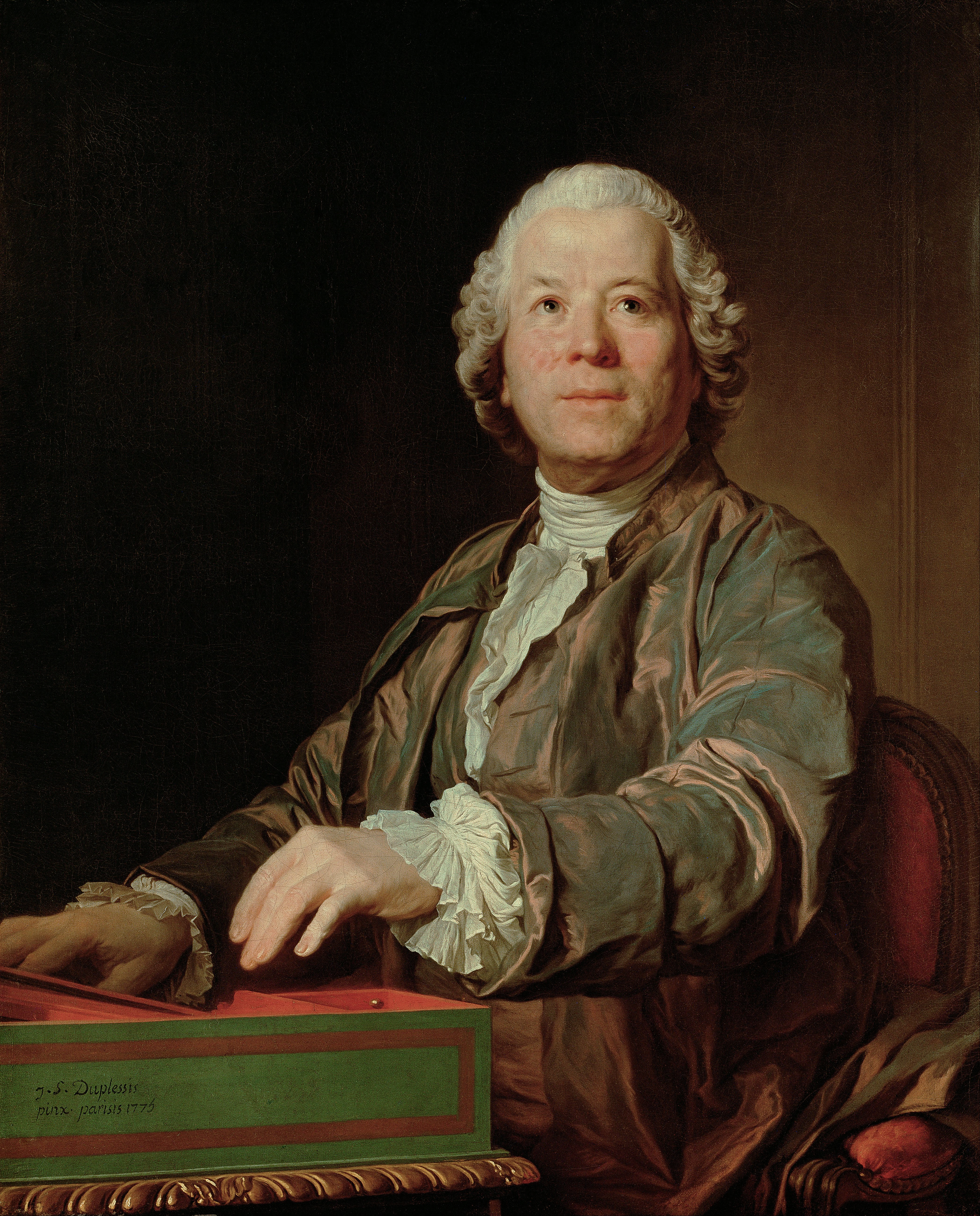
جلوك، تفاصيل لوحة زيتية لجوزيف دبوليساس، تاريخ 1775، متحف في فيينا

الفترة الكلاسيكية في الموسيقى (بالإنجليزية: Classical period) تاريخها يقع بين  1750 وحتى عام 1825 م  وتقع الفترة الكلاسيكية بين عصر الباروك والعصر الرومانسي. أشهر المؤلفين في هذه المرحلة هم جوزيف هايدن، فولفغانغ أماديوس موتسارت، لودفيج فان بيتهوفن، وفرانز شوبرت؛ وأسماء أخرى تشمل بوكريني، كلمنتي، سالييري، جوسيك، ستامتز، كارل فيليب إيمانويل باخ، وجلوك. يعتبر بتهوفن مؤلف رومانسي أو في المرحلة الانتقالية قبل الرومانسية. وشوبرت أيضا شخصية انتقالية بين الكلاسيكية والرومانسية.

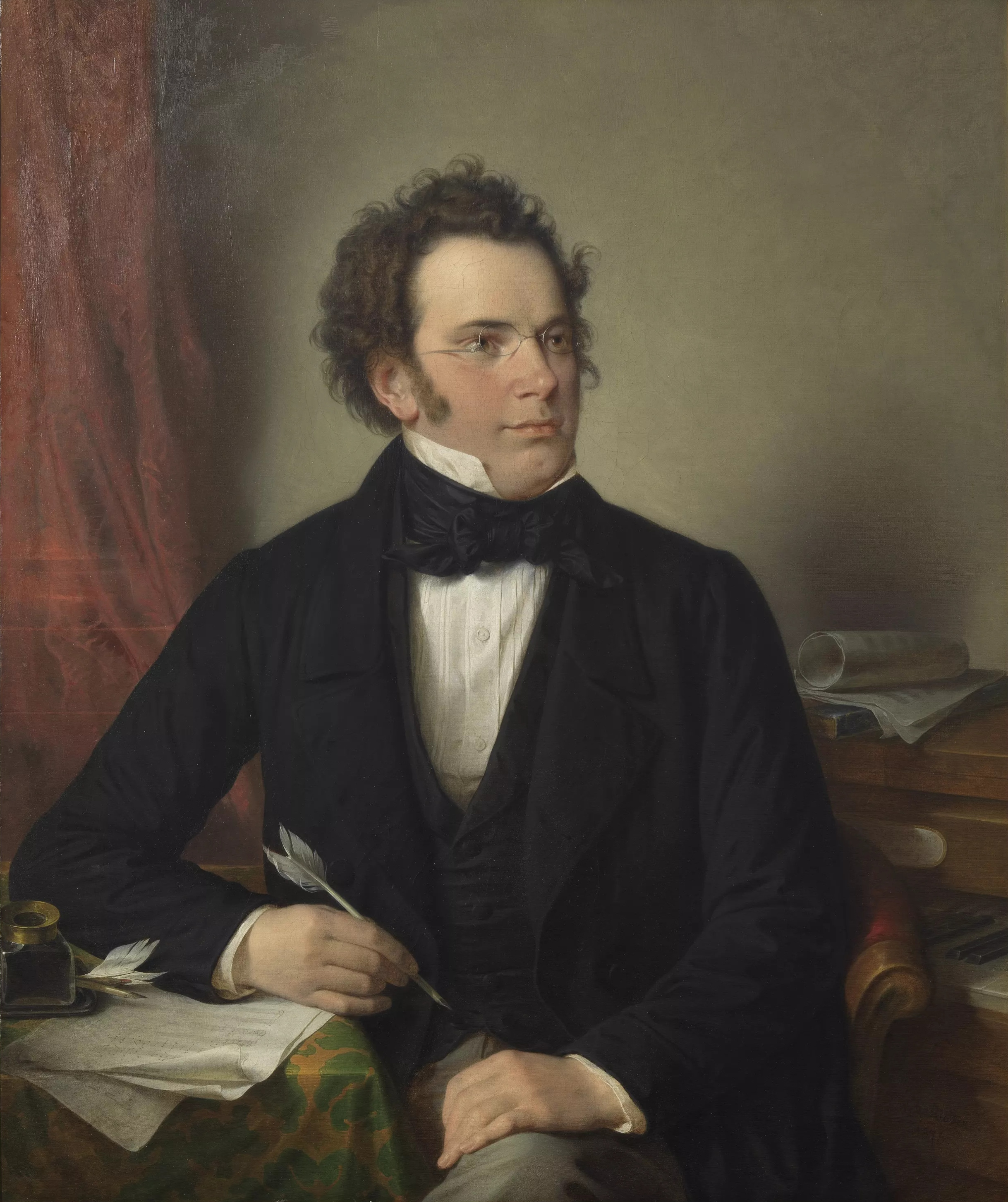
لوحة زيتية عام 1875 لشوبرت رسمها فيلهلم أوجست ريدر، استعانة بلوحة رسمها له بالالوان مائية عام 1825

## خصائص الأسلوب الكلاسيكي

### اللحن

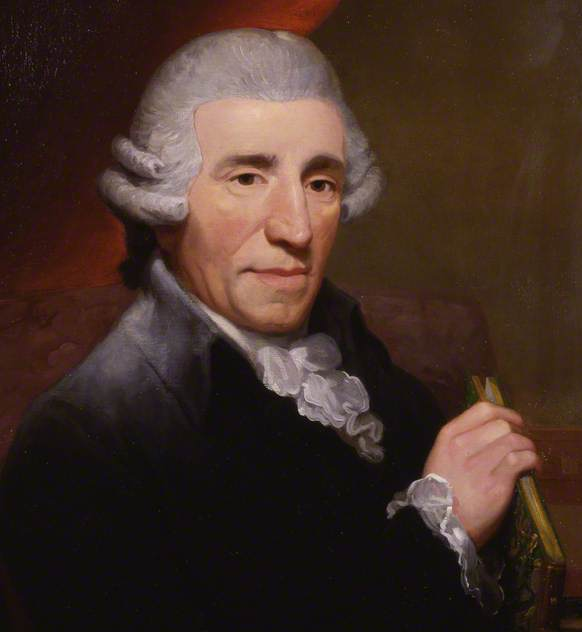
بورتريه هايدن لتوماس هاردي عام 1792

ربما أكثر شيء مدهش بشأن موسيقى هايدن وموتسارت هي أن اللحن دائما منغم وجذاب وغنائي. ليس فقط الألحان بسيطة وقصيرة، لكن العبارات متوازنة، دائما تنظم في صيغة السؤال والجواب. الجمل السابقة واللاحقة هي وحدات تعمل معا: واحد يفتتح والآخر يختم الجملة. لفهم كيفية عمل هذا فكر في أول عبارتين، في القرن ال18 الشكل البسيط للأغاني الشعبية أثر على تنظيم اللحن في الموسيقى الرفيعة. النتيجة تميل الألحان الكلاسيكية لأن تكون جمل قصيرة، واختصار الجمل مع الوقفات المتكررة يسمح بضوء وهواء كثير يتخلل الخط اللحني.

### الهارموني

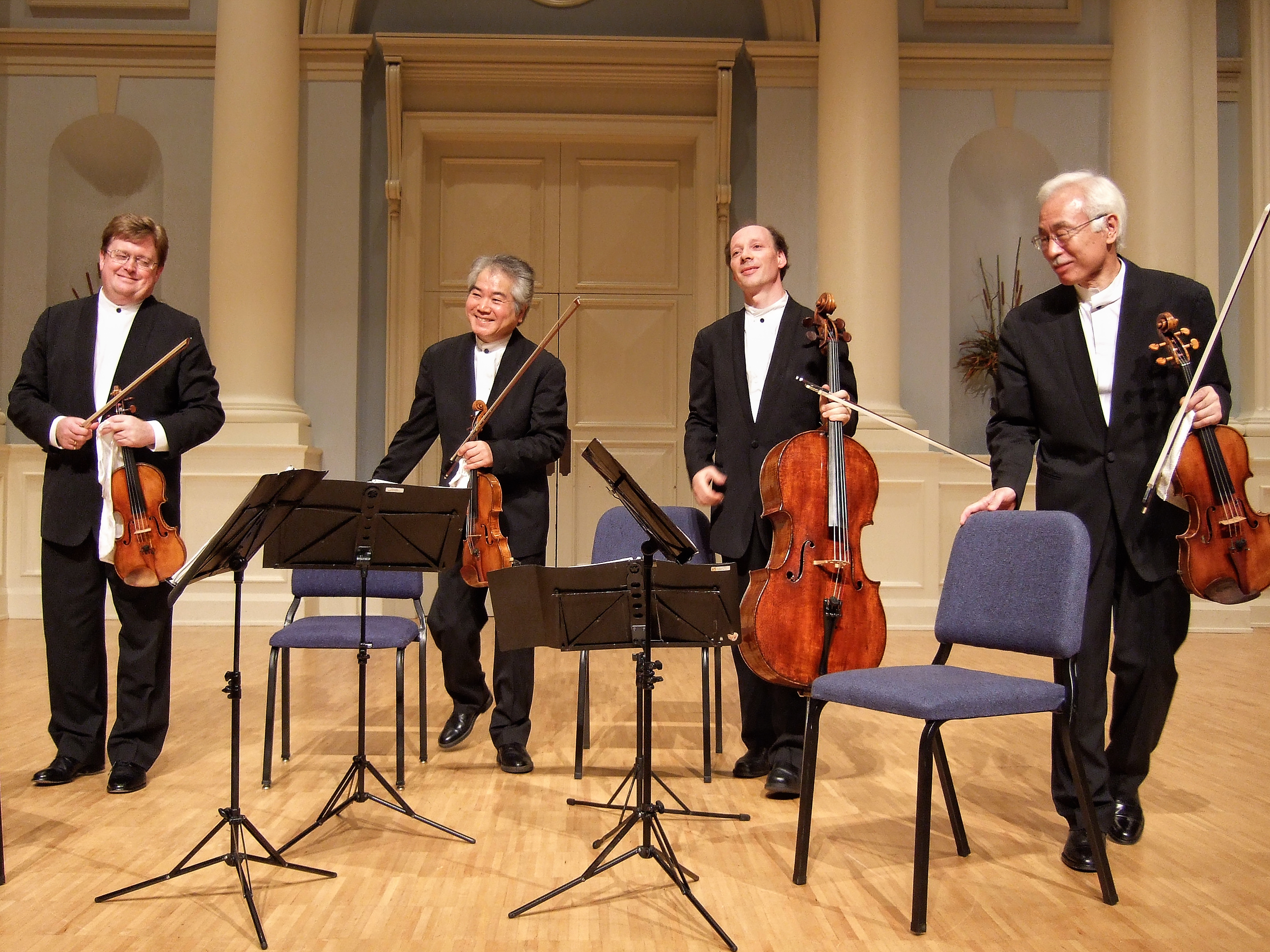
رباعي وتري. من اليسار إلى اليمين: كمان اول، كمان ثاني، تشيللو، فيولا

في الموسيقى الكلاسيكية، غالبا يلعب الهارموني دور سنيد للحن الغالب الآن. الباص الثقيل والباص المستمر لعصر الباروك اختفى كليا. الباص مازال يولد الهارموني، لكنه لم يتحرك دائما بالطريقة المنتظمة الثابتة التي يمثلها باص الباروك. بدلا من ذلك، قد يستقر الباص على قاع تآلف واحد لعدة إيقاعات، حتى العديد من المازورات، ثم يتحرك بسرعة ثم يتوقف مرة أخرى. بالتالي، معدل تغير التآلفات - “الإيقاع الهرموني”، كما يطلق عليه - أكثر سلاسة ومرونة مع المؤلفين الكلاسيكيين.
لتفادي شعور عدم النشاط الخمول حين يكون الهارموني ثابت، المؤلفون الموسيقيون الكلاسيكيون اخترعوا أنماط جديدة للمصاحبة. أحيانا يتكرر ببساطة التآلف المصاحب بإيقاع ثلاثي موحد (مجموعات من ثلاثة). الأكثر شيوعا نمط يعرف بالباص ألبرتي على اسم مؤلف إيطالي مغمور لآلة المفاتيح يدعى دومينيكو ألبيتري هو الذي تسبب في شهرة هذا النوع. بدلا من عزف التآلف معا، العازف ينشرهم خارجا لتقديم تيار صوتي مستمر. استخدم موتسارت باص ألبرتي في بداية سوناتا بيانو في مقام دو الكبير سنة 1788.
باص ألبرتي له نفس وظيفة أساسية كالباص الحديث وعملية ” الطرق” على الجيتار التي اشتهرت على يد إدي فان هالين. يقدم تشابه النشاط الهارموني لهذه اللحظات، في الواقع حين لا يتغير الهارموني.

### الإيقاع
الإيقاع أيضا أكثر مرونة على يد هايدن وموتسارت أكثر من موسيقى باخ وهاندل، حيث يحفز سمة التوقف والانطلاق في الموسيقى الكلاسيكية. الحركة السريعة قد تتبعها وقفة ثم حركة سريعة أخرى لكن يوجد القليل من الحركة الدافعة المستمرة لإيقاع الموسيقى للباروك.

### البناء
موسيقى القسم الأخير من القرن الثامن عشر تولت شخصية أكثر هوموفونية وأقل بوليفونية من أواخر الباروك. لم تعد الخطوط البوليفونية المستقلة مفروضة في طبقة تلو الأخرى مثلما في فوجات باخ أو الكورس البوليفوني لهاندل. هذا التقليل للكونترابنط أفسح المجال لصوت اخف وأكثر شفافية، خاصة في منتصف اللحن والباص. بعد أن درس موتسارت باخ وهاندل في اوائل 1780 مزج سيمفونياته ورباعياته وكونشرتاته بمحتوى بوليفوني أكبر، لكن يبدو أن هذا جعل الفيناويين الذين يحبون البهجة يعتبرون موسيقاه سميكة أكثر مما يجب.

## المي
ربما الأكثر ثورية في موسيقى هايدن وموتسارت ومعاصرهم الأصغر سنا بيتهوفن هو القدرة على التغير السريع والتقلب اللانهائي. إذا نتذكر في الأوقات السابقة عمل لفيفالدي أو باخ كان يرسخ تأثير أو حالة واحدة تظل من البداية للنهاية بصلابة - الإيقاع واللحن والهارموني كله يتقدم بشكل مستمر متدفق دون انقطاع. هذا التناول الموحد للتعبير جزء من “الاتجاه الواحد” لفن الباروك. الآن مع هايدن وموتسارت وبيتهوفن الشاب، لحن حيوي في نغمات سريعة قد يتبعه لحن ثاني بطئ وغنائي ورقيق. وبالمثل التراكيب قد تتغير بسرعة من الخفيف والسريع للكثيف حتى الكونترابنطي، بالتالي مضيفة توتر وإثارة. للمرة الأولى، بدأ المؤلفون يحددون الكريشندو والدمنيندو، الزيادة أو الانخفاض التدرجي في حدة الصوت، حتى حجم الصوت قد ينقلب استمرار. حين تستفيد الأوركسترا الماهرة من هذا التكنيك، ينبهر الجمهور ويقف على قدميه أيضا عازفو آلة المفاتيح استخدموا الكرشندو والدمنيندو مفترضين أن البيانو الجديد المتعدد حدة الصوت متاح ليحل محل الهاربسكورد الأقدم والأقل مرونة. هذه التغيرات السريعة في المزاج والنسيج واللون وحدة الصوت تمنح الموسيقى الكلاسيكية احساسا جديدا بالإلحاح والدراما. السامع يشعر بتدفق وتغير مستمر لا يختلف عن التغيرات الطبيعية في المزاج التي نشعر بها جميعا.

## فيينا: محل المؤلفين الكلاسيكيين

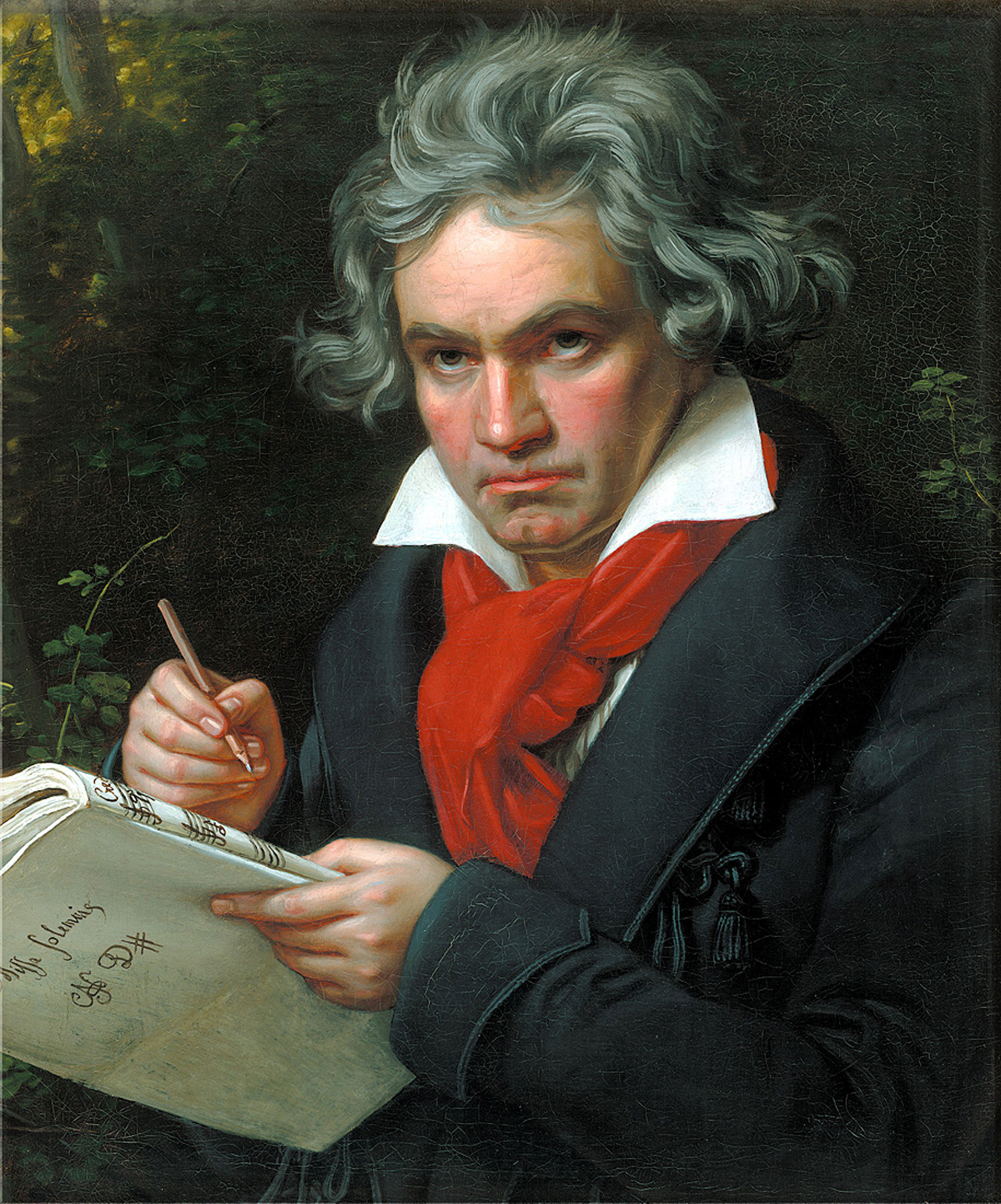
لوحة زيتية لبيتهوفن رسمها جوزيف كارل شتايلر عام 1820

كان المشوار الفني لهايدن وموتسارت وبيتهوفن وفرانز شوبرت الشاب كله انكشف في فيينا، ومن فيينا كان يشع أثرهم الموسيقي القوي. لذا غالبا نشير إليهم معا باسم ’المدرسة الفيناوية’ ونقول أن موسيقاهم تلخص “الأسلوب الكلاسيكي الفيناوي”. كانت فيينا وقتها عاصمة الإمبراطورية الرومانية المقدسة القديمة، وهي مساحة ضخمة تغطي الكثير من غربي ووسط أوروبا. عام 1790، ذروة مشوار هايدن وموتسارت، كان تعداد فيينا 215 ألف، الذي جعلها رابع أكبر مدينة في أوروبا، بعد لندن وباريس ونابولي. محاطة بأراضي المزارع التي يحكمها رجال الأعمال الأرستقراطيون، كانت مزار حضاري خاصة خلال أشهر الشتاء حين كان هناك القليل من الأعمال الزراعية التي تحتاج لاشراف. كانت فيينا تتفاخر بنسبة أكبر من النبلاء بين تعدادها أكثر من لندن أو باريس وهنا سيطرة الارستقراطيين على الثقافة قلت فقط بالتدريج. هايدن كان موظفا في البلاط لكن موتسارت وبيتهوفن اصبحا يعملان باستقلال. وفي حين مازال النبلاء الفيناويين رعاة الموسيقى غالبا تمتعوا بها مع مواطنين من الطبقة الوسطى في الحفلات العامة. توجد مسارح الاوبرا الألمانية والإيطالية والحفلات الموسيقية في الشوارع ليالي الصيف الرائعة والرقصات في الصالات حيث قد يرقص الفي زوج من الراقصين على منويت أو فالس لموتسارت أو بيتهوفن

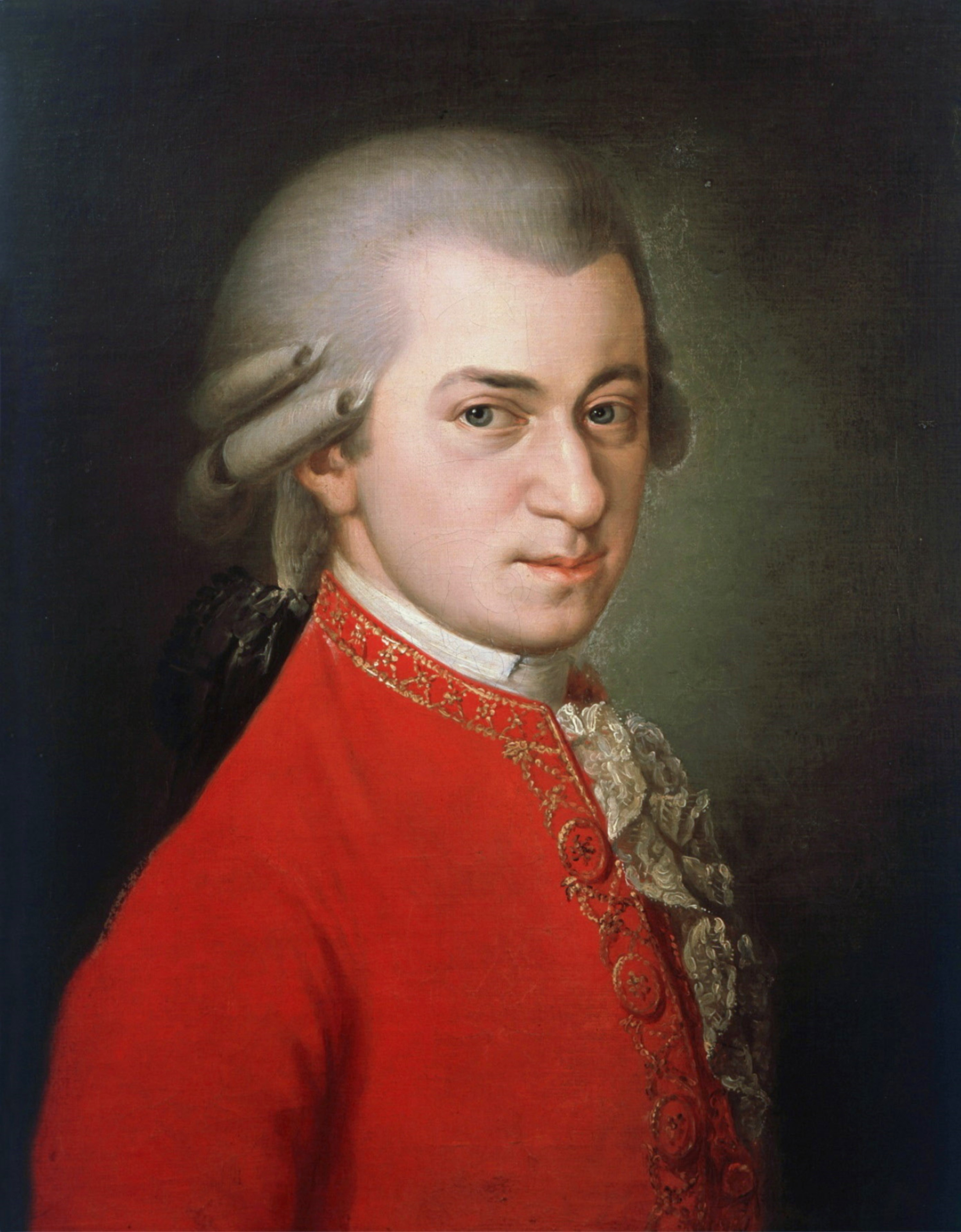
موتسارت، لوحة بعد وفاته لباربرا كرافت عام 1819

مع هذا القدر الكبير من تأليف الموسيقى، جذبت فيينا الموسيقيين من كل أنحاء أوروبا. انتقل هايدن هناك من الجزء الأدنى من النمسا، وموتسارت من النمسا العليا، وخصمه أنطونيو سالييري من إيطاليا، وبيتهوفن من بون في ألمانيا. لاحقا في القرن التاسع عشر، إضافة إلى فرانز شوبرت، كان الدخلاء أمثال برامز ومالر قضوا معظم سنوات إنتاجهم هناك. حتى اليوم تظل فيينا عاصمة النمسا التي تنفق مال على أوبراها القومية قدر الذي تنفقه على الدفاع القومي.